# The Rill Thing
The Rill Thing — студийный альбом американского певца Литла Ричарда, вышедший в 1970 году на лейбле Reprise Records.

## Об альбоме
Последний к тому времени альбом Ричарда вышел в 1967 году на лейбле Modern. С тех пор музыкант сменил три лейбла и записывал лишь синглы. В 1970 году он заключил контракт с Reprise Records, первым альбомом для которого стала эта пластинка. В альбом включена кавер-версия песни The Beatles «I Saw Her Standing There».

## Список композиций
Сторона А
1. Freedom Blues
2. Greenwood, Mississippi
3. Two-Time Loser
4. Dew Drop Inn
5. Somebody Saw You
6. Spreadin’ Natta, What’s The Matter?

Сторона Б
1. The Rill Thing
2. Lovesick Blues
3. I Saw Her Standing There

## Альбомные синглы
- Freedom Blues / Dew Drop Inn (4/1970; Reprise 0907)
- Greenwood, Mississippi / I Saw Her Standing There (8/1970; Reprise 0942)